# Georges Etiévant
Pour les articles homonymes, voir Etiévant.
Georges Etiévant, né le 8 juin 1865 à Paris et mort aux îles du Salut, en Guyane le 6 février 1900, est un anarchiste individualiste partisan de la propagande par le fait.

## Biographie
Le 27 juillet 1892, il est condamné à cinq ans de prison pour le vol de la dynamite utilisée dans les attentats de Ravachol. Malgré les démentis de Ravachol, il est condamné avec trois compagnons. Sa peine purgée, il est une nouvelle fois condamné à cinq ans ferme pour une série d'articles publiés dans Le Libertaire. Activement recherché, il poignarde un policier le 19 janvier 1898. Condamné à mort le 15 juin 1898, sa peine est commuée en travaux forcés à perpétuité. Il meurt quelques années plus tard dans un bagne en Guyane.

## Œuvres
- Déclarations / de G. Etievant, Paris, Les Temps nouveaux, 1898 [lire en ligne]